# Sasaki Hirotsuna

Sasaki Hirotsuna. Foi um Kugyō (nobre) do período Heian e do período Kamakura da história do Japão. Foi também um Bushō (Comandante Militar). Foi o filho mais velho de Sasaki Sadatsuna.
Por seu avô, Sasaki Hideyoshi, apoiar Minamoto no Yoshitomo na Rebelião Heiji seu pai foi exilado com os irmãos dele pelos Taira. Durante vinte anos, Hideyoshi e seus filhos, incluindo Sadatsuma, ficaram sob os cuidados de Shibuya Shigekuni na província oriental de Sagami. Durante este período, eles cresceram perto de Minamoto no Yoritomo em Izu, posteriormente, tornaram-se seus fiéis seguidores. Na esteira da vitória de Minamoto na Guerra Genpei (1180-1185), Sadatsuna foi nomeado Shugo da Província de Ōmi  (atual Shiga).
A Guerra Jōkyū de 1221, foi o primeiro teste de força do Shogunato, dividindo muitos clãs em campos opostos. No Clã Sasaki, Hirotsuna alinhou-se com o Imperador Go-Toba e lutou contra seu irmão,  Nobutsuna, que estava no lado do Bakufu. Com a vitória do Bakufu, a linhagem de Hirotsuna terminou com sua morte sem deixar herdeiros, enquanto Nobutsuna foi Comissário Feudal (Jito-Shiki) em vários Shoen e depois se tornou Shugo de Ōmi.
| Precedido por Sasaki Sadatsuna | -- 7º Líder do Clã Sasaki 1142 - 1221    | Sucedido por Sasaki Nobutsuna |
| Precedido por Sasaki Sadatsuna | 2º Shugo da Província de Ōmi 1187 - 1205 | Sucedido por Sasaki Nobutsuna |